# NK Pag
NK Pag je nogometni klub iz Paga, osnovan je 1993. godine. U sezoni 2019./20. se natječe u 2. ŽNL Zadarska.
NK Pag je osvojivši prvo mjesto u Prvoj županijskoj ligi 2001./02., Zadarske županije, izborio kvalifikacije za 3. HNL – Jug s prvakom Šibenske županije Vodicama. U prvoj utakmici u Vodicama Pag je izborio 0:0, a u uzvratu u Pagu lako pobijedio 4:0. Osim ovog uspjeha u Prvenstvu, NK Pag se istakao i u Kupu osvojivši županijski Kup pobjedom u finalu protiv Raštana 3:1. Ovom pobjedom Pag se plasirao u pretkolo Hrvatskog nogometnog kupa sezone 2002./03.